# Metro de Sant Petersburg

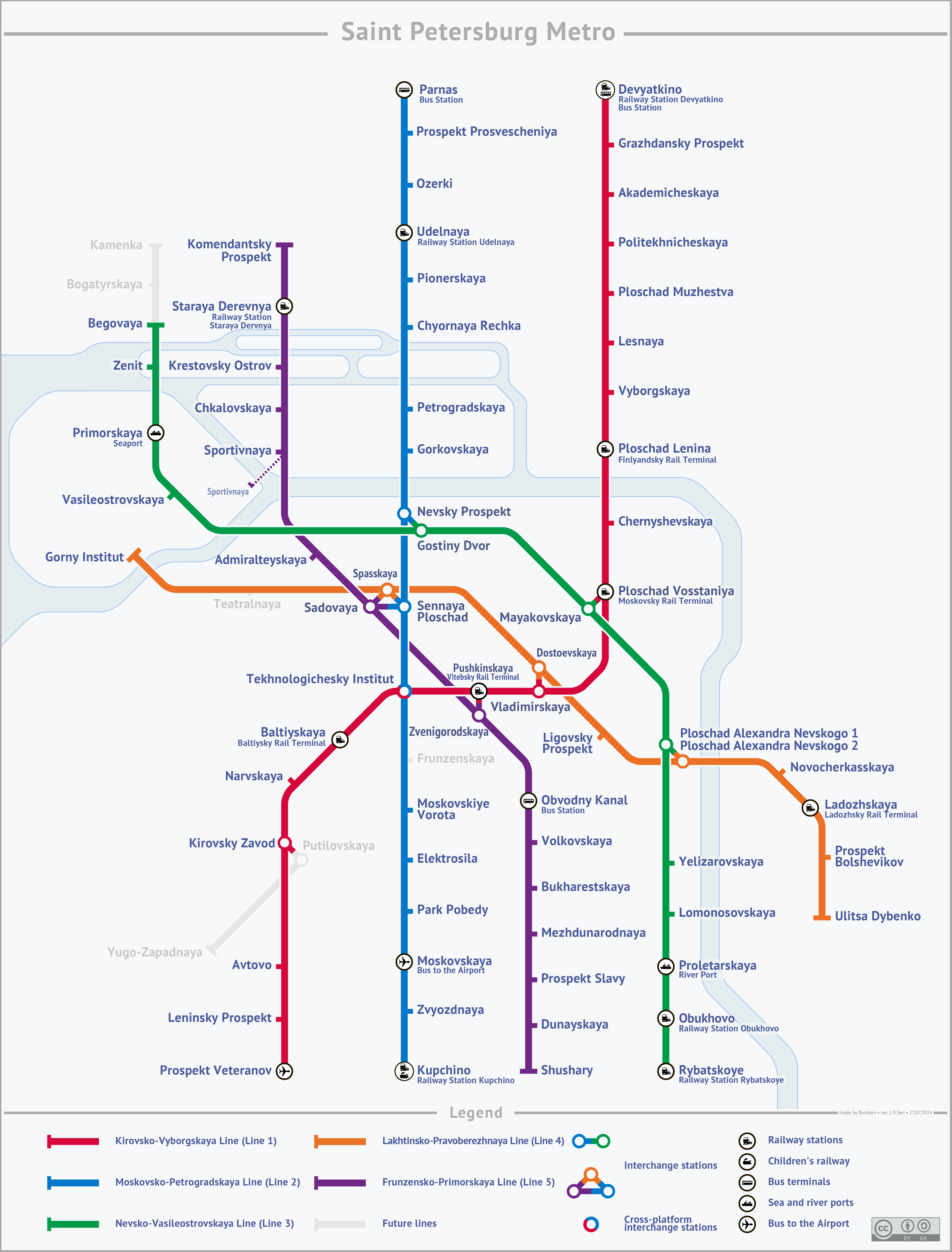
Mapa del metro de Sant Petersburg

El Metro de Sant Petersburg (rus: Петербургский метрополитен), és el sistema de ferrocarril subterrani que dona servei a la ciutat de Sant Petersburg, a Rússia, i està totalment automatitzat. Serà el més llarg sistema de rails automatitzats del món.

## Línies
| Símbol i color | Nom en rus                | Primera obertura | Última ampliació | Longitud | Estacions |
| -------------- | ------------------------- | ---------------- | ---------------- | -------- | --------- |
| M1             | Кировско-Выборгская линия | 1955             | 1978             | 29.6 km  | 19        |
| M2             | Московско-Петроградская   | 1961             | 2006             | 30.1 km  | 18        |
| M3             | Невско-Василеостровская   | 1967             | 1984             | 22.6 km  | 10        |
| M4             | Правобережная             | 1985             | 2009             | 11.2 km  | 8         |
| M5             | Фрунзенско-Приморская     | 2008             | 2008             | 20.0 km  | 12        |
| Total:         | Total:                    | Total:           | Total:           | 113.5 km | 67        |

 * 8 planejat

### Línia 1 (Kirovsko-Vyborgskaya)
La línia 1 (també coneguda com la línia Kirovsko-Vyborgskaya) és la línia més antiga del metro, oberta el 1955. Les estacions originals són molt belles i estan decorades amb cura, especialment les estacions d'Avtovo i Narvskaya. La línia connecta quatre de les cinc principals estacions de ferrocarril de Sant Petersburg. El 1995, es va produir una inundació en un túnel entre les estacions de Lesnaya i Ploschad Muzhestva i, durant nou anys, la línia es va separar en dos segments independents (la bretxa es va connectar per una ruta d'autobús de llançadora) La línia conté tres de les cinc estacions poc profundes que hi ha al metro.
La línia talla Sant Petersburg en un eix nord-est sud-oest. Al sud, la seva alineació segueix la riba del golf de Finlàndia. Al nord s'estén fora dels límits de la ciutat fins a l'oblast de Leningrad (és l'única línia que s'estén més enllà del límit de la ciutat). La línia de Kirovsko-Vyborgskaya és generalment acolorida de color vermell als mapes de metro.

### Línia 2 (Moskovsko-Petrogradskaya)
La línia Moskovsko-Petrogradskaya és la segona línia més antiga del metro, oberta el 1961. Va comptar amb la primera transferència de plataformes a l'URSS. També va ser la primera línia de metro de Sant Petersburg a presentar una única plataforma de plataforma ferroviària que aviat es va batejar com a "ascensor horitzontal". La línia talla Sant Petersburg en un eix nord-sud i és generalment de color blau als mapes de metro. El 2006, com es va obrir una extensió, es va convertir en la línia més llarga del sistema.

### Línia 3 (Nevsko-Vasileostrovskaya)
La línia Nevsko-Vasileostrovskaya és una línia del metro, inaugurada el 1967. Des de 1994, ha estat designada oficialment com a Línia 3. Destaca entre les línies de metro de Sant Petersburg per dues raons: les seves estacions són gairebé exclusivament de "horitzontal" i té els túnels més llargs entre estacions de tot el sistema. Originalment, els funcionaris del metro havien pensat en afegir estacions entre els existents, però aquests plans van ser abandonats posteriorment.
La línia talla el centre de Sant Petersburg sobre un eix est-oest i després gira al sud-est seguint la riba esquerra del riu Neva. Generalment, està en color verd als mapes de metro.

### Línia 4 (Pravoberezhnaya)
La línia Pravoberezhnaya es va inaugurar el 1985, és la línia més curta del sistema amb les estacions amb un disseny modern. Des de 1994, ha estat oficialment designada "Línia 4", però el nom original encara s'utilitza sovint en un context informal.
La línia originalment oberta per proporcionar accés des del centre a les noves zones residencials a la part oriental de la ciutat, al llarg del marge dret del riu Neva. No obstant això, els retards en la construcció de la futura línia Frunzensko-Primorskaya (línia 5), van obligar els funcionaris del metro a connectar temporalment la part nord de la línia 5 ja començada (a partir de Sadovaya) a la línia Pravoberezhnaya, ja que consideraven que era millor tenir una sola línia connectada en lloc de dos desconnectats. A partir d'aquest moment, la línia es va expandir cap al nord, segons els plans originals de l'expansió de la línia 5.
El 7 de març de 2009 es va acabar l'estació de Spasskaya, creant la primera transferència de tres direccions de la ciutat i es va convertir oficialment en la nova terminal de la línia 4. Segons el pla original, totes les estacions de la línia 4 al nord de Dostoyevskaya van ser absorbides pel recentment inaugurada Línia Frunzensko-Primorskaya.

### Línia 5 (Frunzensko-Primorskaya)

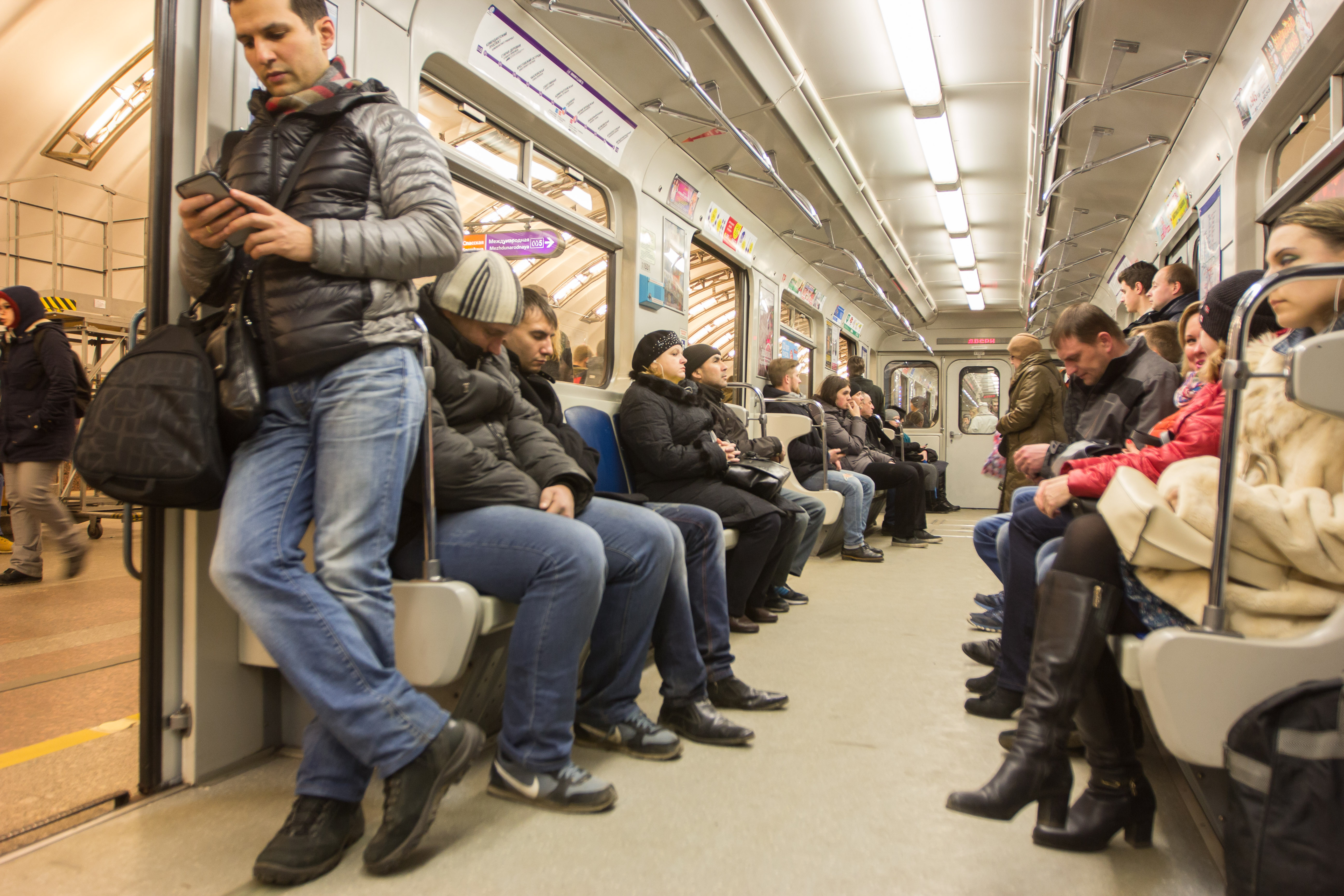
Estació de Sadovaya

La línia Frunzensko-Primorskaya connecta el centre històric de la ciutat amb els barris del nord-oest i del sud. La línia es troba actualment en procés d'expansió cap al sud.
La línia originalment es va inaugurar el desembre del 2008. Va contenir només dues estacions fins al 7 de març de 2009, quan la línia 4 del metro de Sant Petersburg (línia Pravoberezhnaya) on es troba entre les estacions de Prospekt i Sadovaya es van convertir en part de la nova línia.

### Línia 6 (Krasnosel'sko-Kalininskaya)
La línia de Krasnosel'sko-Kalininskaya anirà des del sud-oest de Sant Petersburg, pel centre de la ciutat, fins al nord-est de la ciutat. El primer tram, que consta de sis estacions, està en construcció i s'hauria d'obrir abans del 2020. Les sis primeres estacions seran: Yugo-Zapadnaya, Putilovskaya, Bronevaya, Zastavskaya, Borovaya i Obvodny Kanal 2.